# Pionierpanzer 1
Der Pionierpanzer 1 (Sammelbezeichnung gem. BesAnVH „Bergepanzer 2A1“) war für einen längeren Zeitraum die Standardausrüstung der Bundeswehr-Panzerpioniere, welche durch den Dachs ersetzt wurde.

## Geschichte

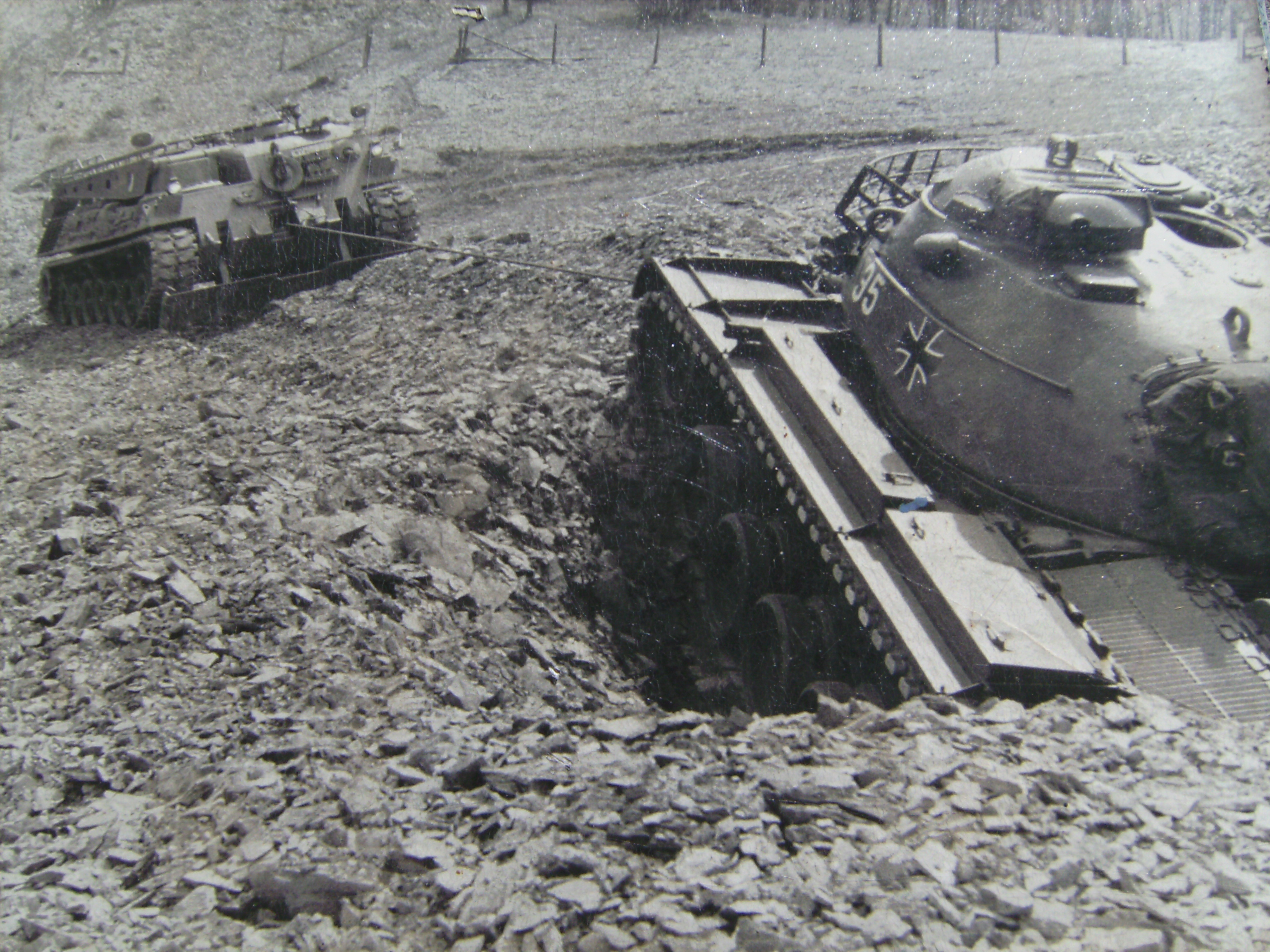
Pionierpanzer der Bundeswehr beim Bergen eines Kpz M48 in Baumholder

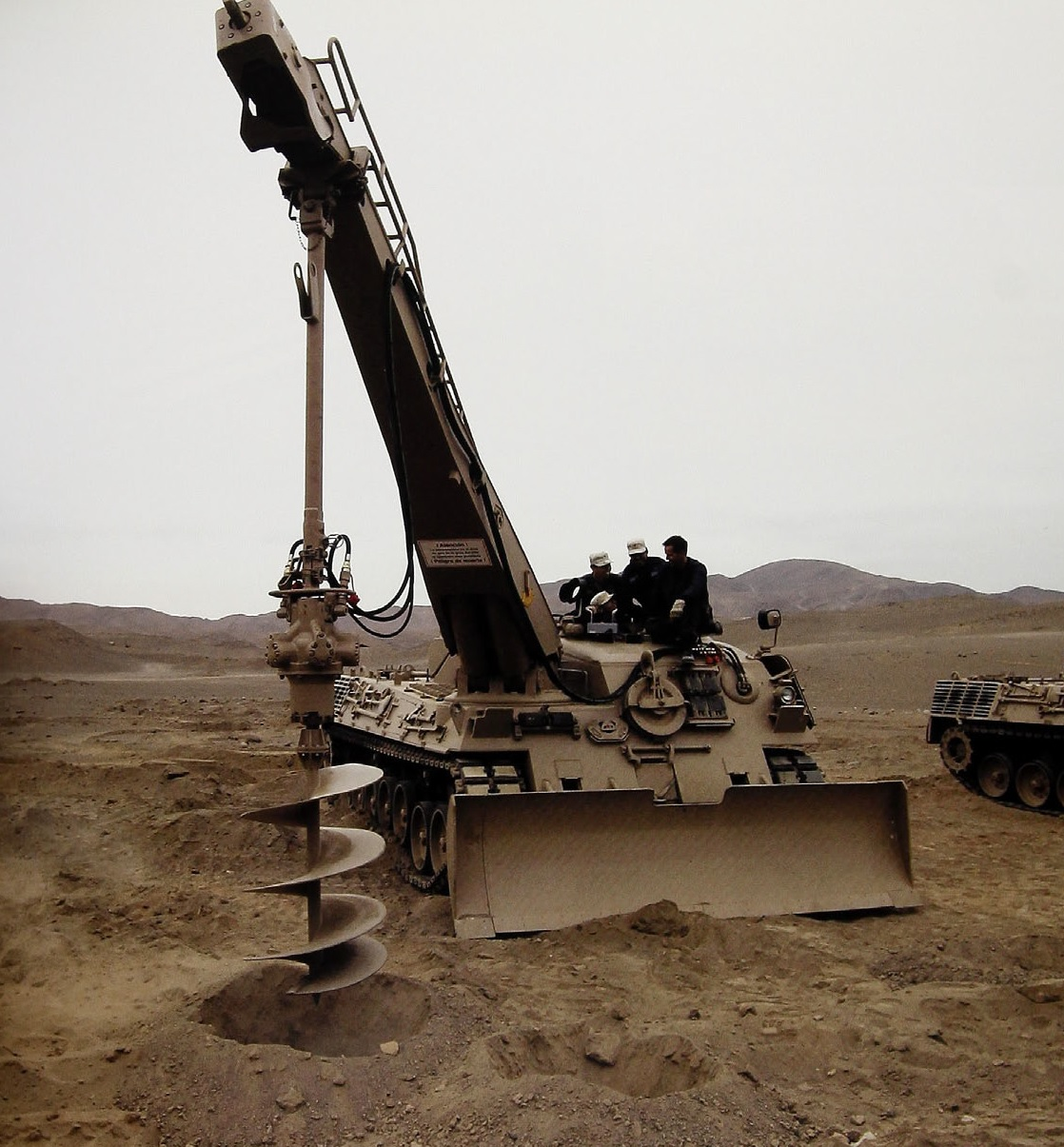
Pionierpanzer 1 mit Erdlochbohrer

Als Ersatz für den nur unzulänglich einsetzbaren Räumpanzer M48 wurde im Jahre 1967 der Prototyp eines Pionierpanzers vorgestellt. Es handelte sich um eine Entwicklung der Firma Porsche, Generalunternehmer wurde die Firma Maschinenbau Kiel (MAK). Die Fertigung lief 1968 an, es wurden insgesamt 123 Fahrzeuge ausgeliefert. Das Gerät basierte in den wichtigsten Teilen auf dem Bergepanzer 2 der „Leopard-1-Familie“ mit dem gleichen Fahrgestell und den gleichen Antriebsaggregaten. Ebenfalls baugleich waren die Bergewinde und der Kran des Fahrzeuges.
Die Bedienelemente von Kran, Erdbohrer und Räumschaufel waren hier noch manuell (direkt eingesteuerte Ventile).
Das Getriebe war ein ZF-Getriebe mit den Schaltstufen 4 × Vorwärts Straße (manuell) und 4 × Vorwärts Gelände (Automatik).
Nach der ersten Umrüstphase im Zuge der Hauptinstandsetzungen fiel die manuelle Schaltung weg und wurde durch eine (von Hand übersteuerbare) 4-Stufen-Vollautomatik ersetzt.
Der Pionierpanzer 1 gehörte zur Geräteausstattung der Panzerpionierkompanien und Panzerpionierbataillone.
Nach dem Ende der Nutzungsdauer war als Ersatz zunächst die Gepanzerte Pioniermaschine vorgesehen. Aus Kostengründen entschied man sich dann für die günstigere Entwicklung des Pionierpanzer Dachs.

## Baugleich Bergepanzer 2
- Kran (20 t Tragfähigkeit)
- Bergewinde max. 35 t Leistung im einfachen Zug. Die Zugleistung konnte mittels Umlenkrolle auf 70 t verdoppelt werden.

### Abweichende pioniertechnische Ausrüstung
- hydraulischer Räumschild mit anbaubaren Verbreiterungen bis 3,75 m; im Gegensatz zum Räumpanzer konnte ein geübter Fahrer hier bereits sehr gute Planierungen durchführen; Räumleistung max. 200 m³/h
- verstärkte Räumschildzylinder (nicht baugleich mit den Zylindern des Bergepanzers, dessen Schild nicht zum Räumen, sondern nur als Stütze bei Kranarbeit und als Sporn beim Einsatz der Winde vorgesehen war)
- Reißzähne unter dem Räumschild (nur bei Rückwärtsfahrt einsetzbar)
  - 4 Stück mit einer Arbeitstiefe von 50 mm oder
  - 8 Stück mit einer Arbeitstiefe von 400 mm
- verstärkte Hydraulikanlage
- zusätzlicher Ölkühler der Hydraulikanlage mit gepanzertem Luftaustritt[3]
- Leiter auf dem Kranarm
- hydraulischer Erdbohrer (70 cm Durchmesser) zum Anfertigen von z. B. Schützenlöchern  bis 2 m Tiefe (hat sich nicht bewährt.)
- elektrisches Schweißgerät
- Sprengmittel
- Kettenabwurfschutz an den Antriebszahnkränzen (wurde erst später eingeführt)
- das Fahrzeug verfügte nicht über Reserve-Laufrollen, auch fehlte der Lagerbock für ein Reservetriebwerk